# Anchesenamon
Anchesenamon (původním jménem Anchesenpaaton) byla královnou ve starověkém Egyptě na sklonku 18. dynastie v období Nové říše. Nosila titul „velké královské manželky“, jakožto choť faraona Tutanchamona. Vedle toho nosila prapůvodně i titul "vedlejší královská manželka" díky svému údajnému formálnímu manželství se svým otcem - faraonem Achnatonem. Ten ovšem všichni egyptologové neuznávají. Také byla manželkou svého pravděpodobného děda Aje II. (Za něj nejspíše vystupovala jako jeho "vedlejší královská manželka".)
|                   |     |           |   |            |
| \| \| \| \| \| \| |     |           |   |            |
|                   |     |           |   |            |
| S34               | S29 | N35 · G40 | i | t · n · N5 |

| S34 | S29 | N35 · G40 | i | t · n · N5 |

|                   |     |           |   |            |
| \| \| \| \| \| \| |     |           |   |            |
|                   |     |           |   |            |
| S34               | S29 | N35 · G40 | i | t · n · N5 |

| S34 | S29 | N35 · G40 | i | t · n · N5 |

|                   |     |           |   |            |
| \| \| \| \| \| \| |     |           |   |            |
|                   |     |           |   |            |
| S34               | S29 | N35 · G40 | i | t · n · N5 |

| S34 | S29 | N35 · G40 | i | t · n · N5 |

|                   |     |           |   |            |
| \| \| \| \| \| \| |     |           |   |            |
|                   |     |           |   |            |
| S34               | S29 | N35 · G40 | i | t · n · N5 |

| S34 | S29 | N35 · G40 | i | t · n · N5 |

|                   |     |     |   |        |
| \| \| \| \| \| \| |     |     |   |        |
|                   |     |     |   |        |
| S34               | S29 | N35 | i | mn · n |

| S34 | S29 | N35 | i | mn · n |

|                   |     |     |   |        |
| \| \| \| \| \| \| |     |     |   |        |
|                   |     |     |   |        |
| S34               | S29 | N35 | i | mn · n |

| S34 | S29 | N35 | i | mn · n |

|                   |     |     |   |        |
| \| \| \| \| \| \| |     |     |   |        |
|                   |     |     |   |        |
| S34               | S29 | N35 | i | mn · n |

| S34 | S29 | N35 | i | mn · n |

|                   |     |     |   |        |
| \| \| \| \| \| \| |     |     |   |        |
|                   |     |     |   |        |
| S34               | S29 | N35 | i | mn · n |

| S34 | S29 | N35 | i | mn · n |

|                   |          |     |           |    |
| \| \| \| \| \| \| |          |     |           |    |
|                   |          |     |           |    |
| M17               | Y5 · N35 | S34 | S29 · N35 | B7 |

| M17 | Y5 · N35 | S34 | S29 · N35 | B7 |

|                   |          |     |           |    |
| \| \| \| \| \| \| |          |     |           |    |
|                   |          |     |           |    |
| M17               | Y5 · N35 | S34 | S29 · N35 | B7 |

| M17 | Y5 · N35 | S34 | S29 · N35 | B7 |

|                   |          |     |           |    |
| \| \| \| \| \| \| |          |     |           |    |
|                   |          |     |           |    |
| M17               | Y5 · N35 | S34 | S29 · N35 | B7 |

| M17 | Y5 · N35 | S34 | S29 · N35 | B7 |

|                   |          |     |           |    |
| \| \| \| \| \| \| |          |     |           |    |
|                   |          |     |           |    |
| M17               | Y5 · N35 | S34 | S29 · N35 | B7 |

| M17 | Y5 · N35 | S34 | S29 · N35 | B7 |

## Jméno
Původní jméno královny znělo Anchesenpaaton, což přibližně znamená: "Ta, jež žije pro Atona" neboli "Žijící Atonem". Ve 3. roce po nástupu Tutanchamona si, spolu s mladičkým faraonem, změnila jméno podle restaurovaného boha Amona na známější Anchesenamon, což se dá přeložit jako: "Ta, jež žije Amonem" či "Žijící Amonem".

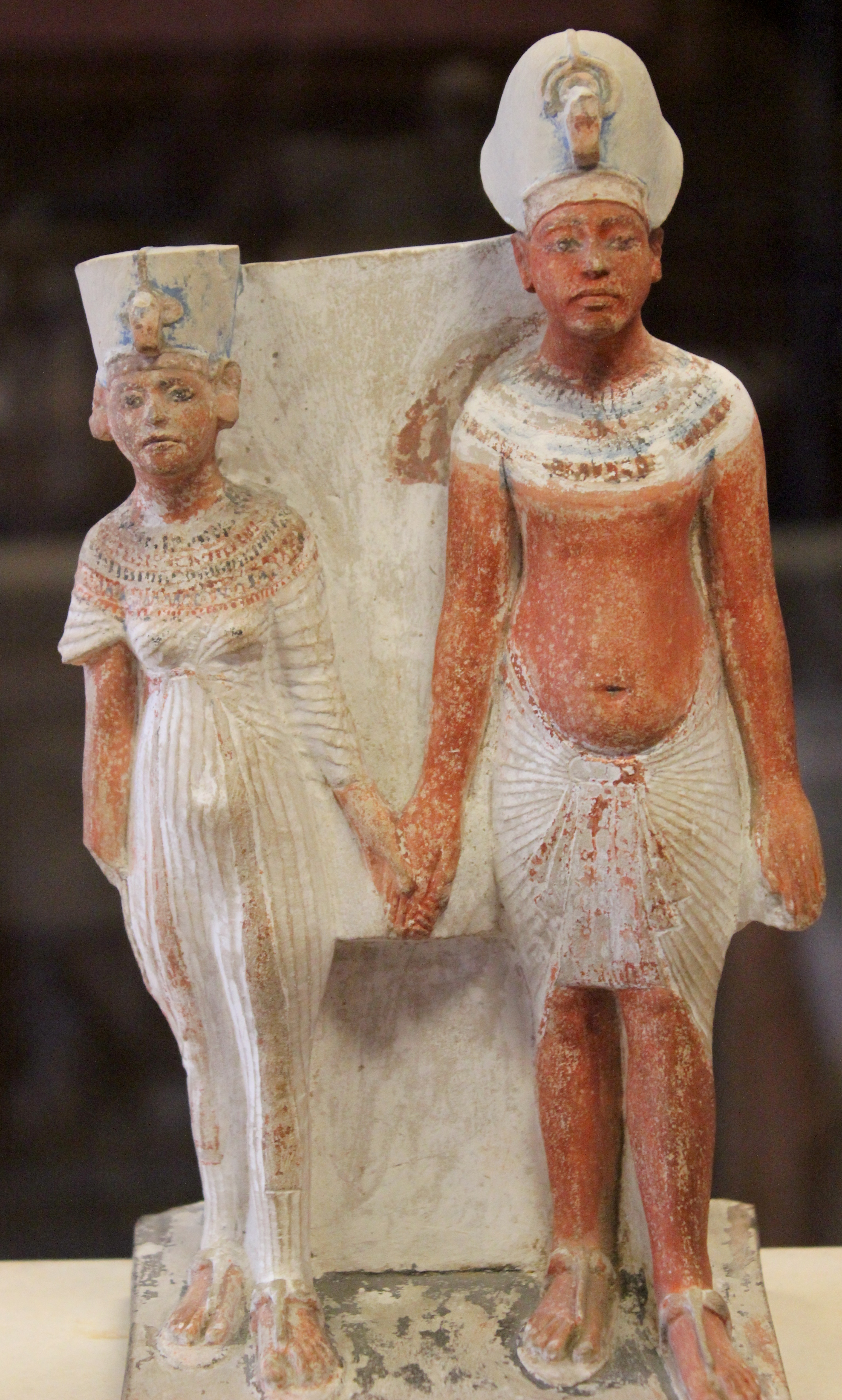
Královniny rodiče - krásná a proslulá Nefertiti a stejně známý Amenhotep IV./Achnaton. Sousoší je vystavěno v pařížském Louvru.

## Původ a sourozenci
Narodila se kolem roku 1360 př. n. l., ve 4. roce vlády tzv. "kacířského" faraona Amenhotepa IV./Achnatona jako v pořadí třetí dcera tohoto monarchy - ze vztahu s jeho obdivovanou hlavní manželkou - krásnou královnou Nefertiti. Rodiče měli, vedle ní, ještě dalších pět dcer: nejstarší, tj. 1. byla Meritaton, 2. Mekaton, pak následovala v pořadí 4. dcera Neferneferuaton Tašerit, 5. byla dcera Neferneferure a poslední 6. Setepenre. Spolu s nimi a s tzv. polorodými (tj. po otci vlastními) sourozenci (Tutanchamonem, možná i Smenchkarem a s dalšími neznámými potomky Achnatona) byla vychovávána (až v překvapivé volnosti a za velké rodičovské lásky) v nové metropoli Achetatonu, kam přesídlil její otec z Théb, přibližně v 7. roce své vlády. Nedlouho před smrtí otce se poměrně překvapivě stala jeho vedlejší královskou manželkou. Není však zcela jisté, zda s Achnatonem měla dcerku Anchesenpaaton mladší, jež se jí někdy přisuzuje. Tento Achnatonův potomek zůstává doposud prakticky neznámý.

## Sňatek s Tutanchamonem a předčasně zesnulé dcerky
Zřejmě ve svých 14 (příp. 13) letech, po otcově skonu, byla provdána za svého mladšího (polorodého) bratra Tutanchamona, který nastoupil na trůn po tajemném Smenchkareovi a jenž po 10 letech předčasně zemřel (na následky zranění a přidružených problémů). Smrt si pro faraona přišla ve věku cca 19 let.
S Tutanchamonem, alespoň podle výkladů zachovaných zpráv či výtvarných děl, zřejmě prožívala láskyplný vztah. Manželé žili zprvu v Achetatonu, po jeho opuštění ve 3. roce Tutanchamonovy vlády pak v Memfidě, a také v nejdůležitějším městě tehdejšího Egypta - v Thébách.

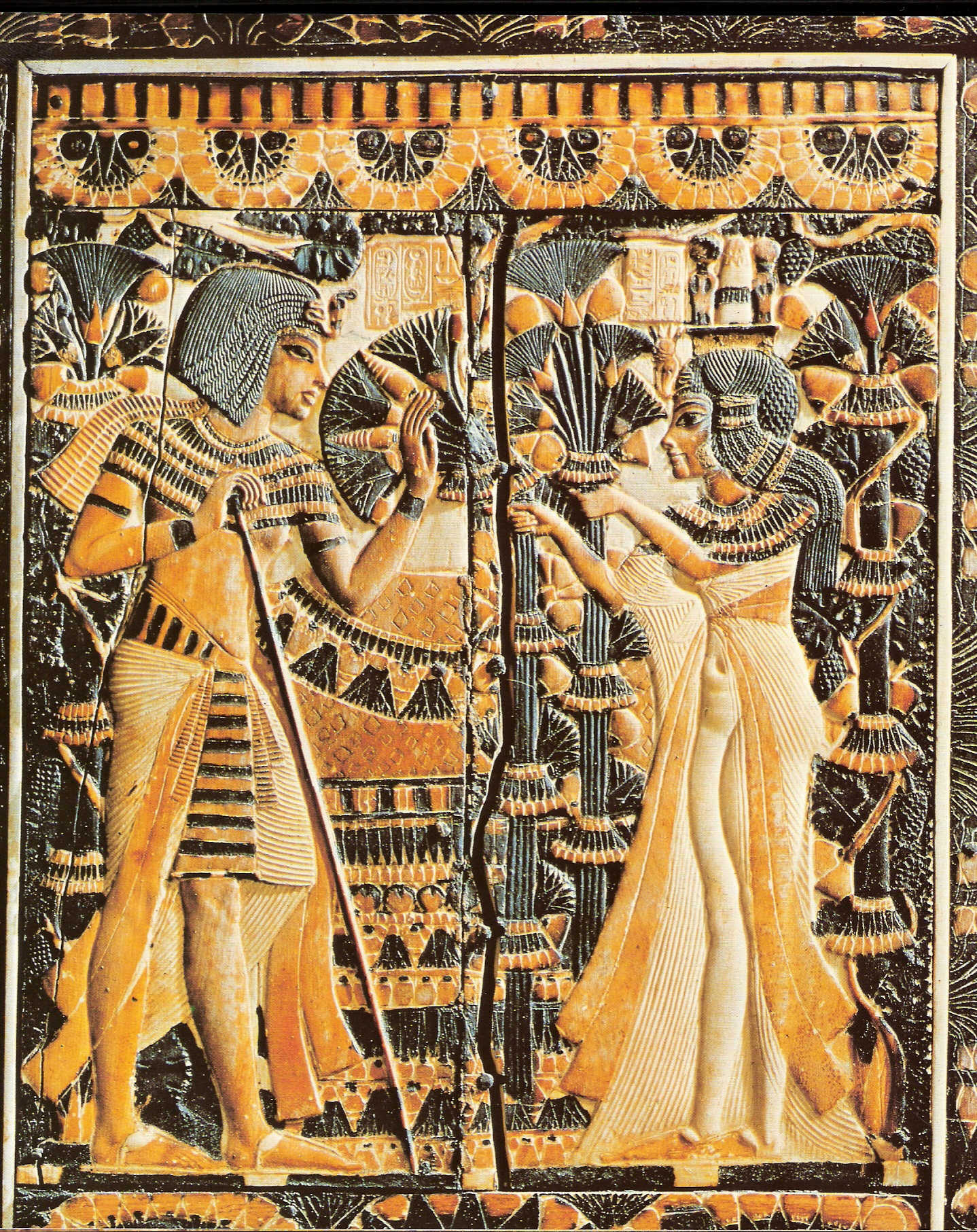
Faraon Tutanchamon s královnou Anchesenamon. Reliéf z Tutanchamonovy hrobky, dnes v Káhiře.

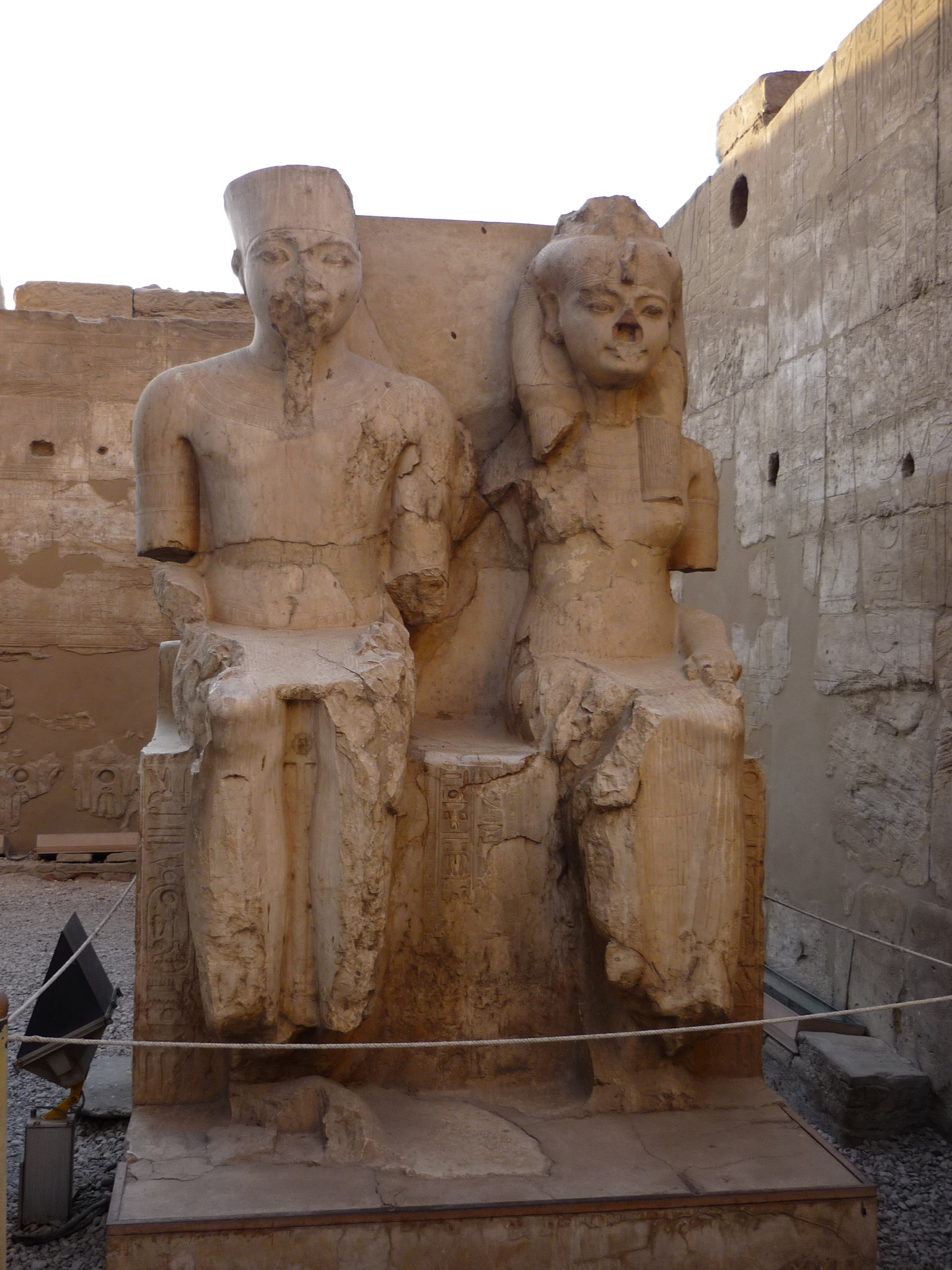
Trůnící faraon Tutanchamon s královnou Anchesenamon. Oficiální sousoší objevené ve Velkém chrámu v Luxoru.

Anchesenamon a Tutanchamon neměli žádné přeživší děti. V Tutanchamonově hrobce ale egyptologové nalezli mumie dvou děvčátek, které byly po roce 2000 a znovu po roce 2010 opětovně prozkoumány týmem Dr. Zahiho Hawasse. Pro porovnávání těchto a dalších amarnských panovnických mumií bylo použito nejmodernějších metod, vč. analýzy DNA či počítačové tomografie. Již dříve učiněné závěry, že jde pravděpodobně o faraonovy dcerky, byly díky těmto metodám potvrzeny. Jedna se narodila již mrtvá, druhá zřejmě zesnula krátce po porodu. Vědci se také domnívají, že zde mohlo sehrát jistou negativní roli incestní spojení v panovnickém rodě, které již dříve stálo za vrozeným tělesným postižením mladého faraona.

## Nejistý osud královny po smrti Tutanchamona
Anchesenamoniny osudy po smrti Tutanchamona, kterého zcela jistě přežila, nejsou zcela jasné. Podle některých badatelů je možné, že právě ona se obrátila na chetitského krále Šuppiluliumaše s žádostí, aby jí poslal za manžela jednoho ze svých synů. Jiní badatelé (Philipp Vandenberg ad.) ovšem za pisateku žádosti považují její zesnulou matku Nefertiti. Vycházejí z toho, že žádost ke králi byla učiněna někdy v průběhu podzimu, a jelikož Tutanchamon zemřel již na počátku roku, jeví se teorie o Anchesenamon - jako pisatelce - nepravděpodobná. Tutanchamon byl navíc svým nástupcem Ajem (do 2 a půl měsíců) urychleně pohřben a tím se Aj, jako původce pohřbu, mohl dle egyptského práva považovat za králova nástupce. Velká prodleva mezi smrtí manžela a napsáním dopisu Anchesenamon tedy v podstatě jako pisatelku vylučuje. Přesto se stále vedou diskuse, jestli tomu tak opravdu bylo.

## Poslední svazek s"Božským otcem"Ajem
Ovdovělá "velká královská manželka" a zároveň "velká dědičná princezna" Anchesenamon se nakonec (již po třetí) provdala za svého pravděpodobného děda (a dosavadního spoluregenta svého zesnulého manžela) - "Božského otce" Aje II. (V ten čas bylo Ajemu již zhruba 60-70 let). "Božský otec" sňatkem s ní sledoval zlegitimování svého nároku na trůn, který si (konec konců) již před tím vydobyl uspořádáním pohřbu mrtvého Tutanchamona. Svazek, byť nepochybně jen formální, mj. přesvědčivě dokládá např. společný prsten s jejich panovnickými kartušemi.
V době svého svazku s Ajem II. - jak dokládá egyptoložka Joyce Tyldesley - stále žila Ajova 2.(?) choť Tej (Tije atp.), vystupující jako "velká královská manželka". Proto je více než prevděpodobné, že Anchesenamon nosila pouze titul vedlejší královské choti.

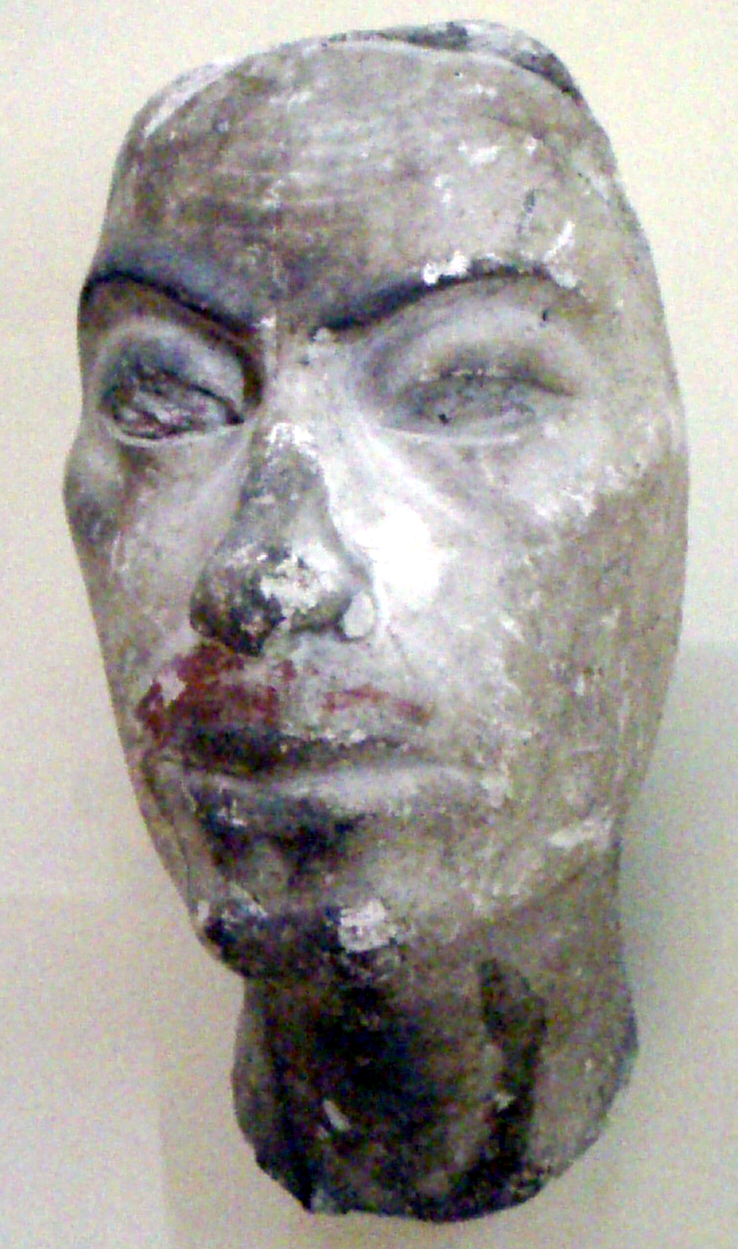
Předpokládaná reálná podoba posledního manžela - faraona Aje II. z dílny známého sochaře Thutmose, působícího v Achetatonu. Umělec byl známý svým realistickým zpodobňováním portrétovaných osob.

## Smrt a místo pohřbení
Snad již v průběhu (přibližně necelé čtyřleté) Ajeho vlády Anchesenamon zemřela. Za panování Ajeho nástupce - generála Haremheba - se totiž již (v dobových textech či ze souvislostí) nevyskytuje. Haremheb se s ní - jako s dědičnou princeznou - ani nesnažil oženit. I to nasvědčuje, že již dříve zesnula. Nelze ale stoprocentně vyloučit ani méně pravděpodobný scénář, že zesnula až za Haremheba. Tomu teoreticky mohlo postačovat, že si trůn pojistil pouze svým dřívějším svazkem s (pravděpodobnou) dcerou svého předchůdce Aje II. - princeznou Mutnedžemet. Proto se o svazek s Anchesenamon třeba ani nesnažil, i když královna mohla ještě žít. Ta by potom dožila na dvoře či v některém prestižním egyptském harému (šlo o společensko-nábožensko-hospodářskou instituci žen u významných egyptských chrámů).
Pohřbená byla zřejmě svým posledním chotěm, popř. Haremhebem (na západním břehu Théb) v Údolí králů, neboť Údolí královen se v té době ještě pro pohřby nepoužívalo.
Již v roce 1817 bylo dobrodruhem Giovannim Battistou Belzonim objeveno několik amarnských královských mumií v Údolí králů - a to v hrobce KV 21. Jedna z nich patří mladé ženě, která je po posledních vědeckých průzkumech ztotožňována s královnou Anchesenamon. Tato totožnost však zatím není stoprocentní, neboť DNA mumie je příliš poškozená. Přesto existuje velká pravděpodobnost, že jde skutečně o kdysi tak krásnou a obdivovanou Anchesenamon.